# Mantidactylus biporus
Espèce
Synonymes
- Rana bipora Boulenger, 1889
- Mantidactylus brauni Ahl, 1929

Statut de conservation UICN

 LC  : Préoccupation mineure
Mantidactylus biporus est une espèce d'amphibiens de la famille des Mantellidae.

## Répartition

Aire de répartition de Mantidactylus biporus.

Cette espèce est endémique de Madagascar. Elle se rencontre du niveau de la mer jusqu'à 1 600 m d'altitude dans le Nord et l'Est de l'île,. 

## Publications originales
- Ahl, 1929 "1928" : Beschreibung neuer Frösche aus Madagascar. Mitteilungen aus dem Zoologischen Museum in Berlin, vol. 14, p. 469-484.
- Boulenger, 1889 : Descriptions of new Reptiles and Batrachians from Madagascar. Annals and Magazine of Natural History, sér. 6, vol. 4, p. 244-248 (texte intégral).